# Hans Zimmer
Hans Florian Zimmer (Frankfurt, 12 de setembro de 1957), mais conhecido como Hans Zimmer, é um compositor e produtor musical alemão. É conhecido por seus trabalhos com trilha sonoras de vários filmes. Hans possui mais de 110 prêmios de 178 indicações na carreira, sendo o segundo compositor de trilha sonoras para filmes mais premiado da história, ficando atrás apenas de John Williams que possui 112 prêmios de 231 indicações segundo o IMDb.

## Início de vida

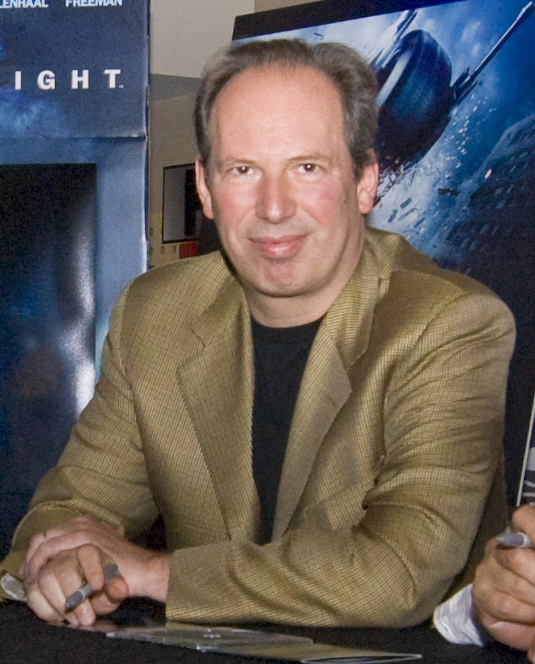
Hans Zimmer na estreia do filme Batman: The Dark Knight

Zimmer nasceu em 12 de setembro de 1957 em Frankfurt, Alemanha Ocidental. Quando criança, morou em Königstein-Falkenstein, onde tocava piano em casa, tendo aulas de piano de modo breve, pois não gostava da disciplina das aulas formais. Em uma entrevista, Zimmer afirmou: "Meu treinamento formal foi de duas semanas de aulas de piano. Fui expulso de oito escolas. Mas entrei para uma banda. Sou autodidata. Mas sempre ouvi música na minha cabeça. E eu sou uma criança do século XX; os computadores foram muito úteis". Zimmer frequentou a Ecole D'Humanité, um internato internacional em Berna, Suíça Mudou-se para Londres quando adolescente, onde frequentou a escola Hurtwood House. Durante sua infância, foi fortemente influenciado pelas trilhas sonoras de Ennio Morricone e citou Once Upon a Time in the West (1968) como a trilha sonora que o inspirou a se tornar um compositor de cinema.
Durante um discurso no Festival Internacional de Cinema de Berlim de 1999, Zimmer afirmou que é judeu, afirmando que sua mãe ter sobrevivido à Segunda Guerra Mundial graças a sua fuga da Alemanha para a Inglaterra em 1939. Em maio de 2014, Zimmer revelou que foi difícil crescer na Alemanha do pós-guerra sendo judeu e disse: "Acho que meus pais sempre desconfiaram que eu contasse aos vizinhos" que eles eram judeus. Em entrevista ao Mashable em fevereiro de 2013, alegou: "Minha mãe era muito musical, basicamente uma musicista, enquanto meu pai era engenheiro e inventor. Então eu cresci modificando o piano, digamos, o que fez minha mãe suspirar de horror, e meu pai achava fantástico quando eu prendia motosserras e coisas assim no piano porque ele achava que era uma evolução na tecnologia."

## Biografia
Nascido em Frankfurt, Zimmer iniciou sua carreira musical tocando teclados e sintetizadores, entre outros instrumentos, com as bandas 'Ultravox' e 'The Buggles' ("Video Killed the Radio Star"). Nos anos 80, começou a compor e produzir trilhas sonoras para filmes. Seu primeiro grande sucesso veio em 1988 com o tema de Rain Man, pelo qual foi indicado ao Oscar. Desde então, tem composto música para muitos filmes como O Último Samurai, Gladiador, Falcão Negro em Perigo, Hannibal, O Código Da Vinci, Pearl Harbor, Interestelar e Missão Impossível 2. Além de filmes, Zimmer, também contribuiu para o DVD da banda finlandesa "Nightwish", "End of an era". Zimmer, compôs a música de introdução, e de final também. Zimmer também compôs parte da trilha sonora da série Piratas do Caribe, trabalho que define muito bem o estilo do compositor. Compôs a trilha sonora de The Dark Knight junto com James Newton Howard. Também contribuiu nos arranjos do álbum de Tarja Turunen, My Winter Storm. Em 2008 ele compôs para o filme de animação Kung Fu Panda, da DreamWorks, junto com John Powell. Ainda em 2008, Hans compôs para mais um filme de animação da DreamWorks Animation, Madagascar: Escape 2 Africa, junto com will.i.am. E em 2009, compôs a trilha sonora de Anjos e Demônios e do jogo Call of Duty: Modern Warfare 2, considerado o maior sucesso da indústria dos jogos e um dos maiores sucessos da indústria do entretenimento.
Também 2009 compôs a trilha sonora de Sherlock Holmes, com a qual foi indicado ao Oscar, porém perdeu para o filme Up: Altas Aventuras. Em 2010 fez a trilha de A Origem, continuando sua colaboração com o diretor Christopher Nolan, além de ter participado também da composição da trilha sonora da minissérie The Pacific. Um dos trabalhos notáveis de Zimmer foi em seu trabalho em The Dark Knight - o segundo filme da trilogia de Christopher Nolan. Em dezembro de 2010, foi anunciado que Zimmer será o compositor do filme Homem de Aço, produzido por Nolan e dirigido por Zack Snyder. Embora a esposa de Nolan, Emma Thomas tenha dito que Nolan não vá interferir demais no filme do Homem de Aço, Zimmer é bem próximo de Nolan. Zimmer também fez a trilha sonora de Sherlock Holmes 2 e The Dark Knight Rises, último filme da trilogia Batman, dirigido por Nolan. Em um de seus últimos trabalhos ele colaborou na composição da trilha sonora dos jogos Crysis 2 e Guild Wars 2. Em 2013 como seu último trabalho compôs a trilha sonora do jogo de Playstation 3, Beyond: Two Souls.
Em 2014, Zimmer compôs toda a trilha sonora do aclamado filme Interestelar, uma vez mais dirigido por seu parceiro e amigo Nolan. A trilha sonora ficou tão surpreendente que é considerado pela crítica mundial como a melhor obra prima de Zimmer, onde suas músicas neste filme são as mais visualizadas em todas as mídias como YouTube. Também em 2014, Zimmer compôs a música tema da Tomorrowland, em comemoração aos 10 anos do festival
Já em 2018, Zimmer foi o responsável pela composição da música tema de abertura da Copa do Mundo FIFA de 2018, para a TV.[carece de fontes?]
Por convite da Netflix, desenvolveu em 2020 um novo tema de introdução para os filmes originais da plataforma de forma a ser usado em cinema ou em festivais.

## Vida pessoal
A primeira esposa de Zimmer foi a modelo Vicki Carolin, com quem tem uma filha. O casal se divorciou em 1992. Em 3 de abril de 2020, Zimmer pediu o divórcio de sua segunda esposa, Suzanne Zimmer, com quem tem três filhos. Em 15 de junho de 2023, Zimmer pediu sua parceira Dina De Luca em casamento no palco da O2 Arena de Londres durante um de seus shows. Ele se estabeleceu na Califórnia e naturalizou-se cidadão dos Estados Unidos.

## Filmografia
| Ano  | Titulo                                                     |
| ---- | ---------------------------------------------------------- |
| 2024 | Kung Fu Panda 4                                            |
| 2024 | Dune - Part Two                                            |
| 2022 | Top Gun: Maverick                                          |
| 2021 | Dune                                                       |
| 2021 | The Boss Baby: Family Business                             |
| 2021 | No Time To Die                                             |
| 2021 | Space Jam: A New Legacy                                    |
| 2020 | Wonder Woman 1984                                          |
| 2020 | The SpongeBob Movie: Sponge on the Run                     |
| 2019 | Sete Mundos, Um Planeta                                    |
| 2019 | X-Men: Dark Phoenix                                        |
| 2019 | O Rei Leão                                                 |
| 2018 | Widows                                                     |
| 2017 | The Boss Baby                                              |
| 2017 | Planeta Azul II                                            |
| 2017 | Blade Runner 2049                                          |
| 2017 | Dunkirk                                                    |
| 2017 | Genius                                                     |
| 2016 | Hidden Figures                                             |
| 2016 | Planeta Terra II                                           |
| 2016 | Inferno                                                    |
| 2016 | Batman v Superman: Dawn of Justice                         |
| 2016 | Kung Fu Panda 3                                            |
| 2015 | Freeheld                                                   |
| 2015 | O Pequeno Príncipe                                         |
| 2015 | Terminator: Genisys                                        |
| 2015 | Chappie                                                    |
| 2014 | Interstellar                                               |
| 2014 | The Amazing Spider-Man 2: Rise of Electro                  |
| 2014 | Winter's Tale                                              |
| 2013 | Rush - No Limite da Emoção                                 |
| 2013 | 12 Years a Slave                                           |
| 2013 | Mr. Morgan's Last Love                                     |
| 2013 | O Cavaleiro Solitário                                      |
| 2013 | Man of Steel                                               |
| 2012 | The Dark Knight Rises                                      |
| 2012 | Madagascar 3: Os Procurados                                |
| 2011 | Sherlock Holmes: O Jogo de Sombras                         |
| 2011 | Kung Fu Panda 2                                            |
| 2011 | Pirates of the Caribbean: On Stranger Tides                |
| 2011 | Rango                                                      |
| 2011 | O Dilema                                                   |
| 2010 | Como Você Sabe                                             |
| 2010 | Megamente                                                  |
| 2010 | A Origem                                                   |
| 2009 | Henrique IV - O Grande Rei da França                       |
| 2009 | Sherlock Holmes                                            |
| 2009 | Simplesmente Complicado                                    |
| 2009 | Anjos e Demônios                                           |
| 2009 | Os Piratas do Rock (não creditado)                         |
| 2008 | Madagascar 2: A Grande Escapada                            |
| 2008 | Frost/Nixon                                                |
| 2008 | Vidas Que Se Cruzam                                        |
| 2008 | The Dark Knight                                            |
| 2008 | Kung Fu Panda                                              |
| 2008 | Casi divas                                                 |
| 2007 | Os Simpsons: O Filme                                       |
| 2007 | Pirates of the Caribbean: At World's End                   |
| 2006 | O Amor Não Tira Férias                                     |
| 2006 | Pirates of the Caribbean: Dead Man's Chest                 |
| 2006 | O Código Da Vinci                                          |
| 2005 | O Sol de Cada Manhã                                        |
| 2005 | Der kleine Eisbär 2 - Die geheimnisvolle Insel             |
| 2005 | Batman Begins                                              |
| 2005 | Madagascar                                                 |
| 2004 | Espanglês                                                  |
| 2004 | A Estrela de Laura                                         |
| 2004 | O Espanta Tubarões                                         |
| 2004 | Os Thunderbirds                                            |
| 2004 | Rei Arthur                                                 |
| 2003 | Pirates of the Caribbean: The Curse of the Black Pearl     |
| 2003 | Alguém Tem Que Ceder                                       |
| 2003 | O Último Samurai                                           |
| 2003 | Os Vigaristas                                              |
| 2003 | Lágrimas do Sol                                            |
| 2002 | O Chamado                                                  |
| 2002 | Spirit - O Corcel Indomável                                |
| 2001 | Falcão Negro em Perigo                                     |
| 2001 | Os Garotos da Minha Vida                                   |
| 2001 | Invencível                                                 |
| 2001 | Pearl Harbor                                               |
| 2001 | Hannibal                                                   |
| 2001 | A Promessa (2001)                                          |
| 2000 | A Guerra das Perucas                                       |
| 2000 | Missão Impossível 2                                        |
| 2000 | Gladiador                                                  |
| 2000 | O Caminho Para El Dorado                                   |
| 1999 | Suando Frio                                                |
| 1998 | Além da Linha Vermelha                                     |
| 1998 | O Príncipe do Egito                                        |
| 1997 | Melhor É Impossível                                        |
| 1997 | O Pacificador                                              |
| 1997 | Smilla's Sense of Snow                                     |
| 1996 | Um Anjo em Minha Vida                                      |
| 1996 | Estranha Obsessão                                          |
| 1996 | A Rocha                                                    |
| 1996 | Os Muppets na Ilha do Tesouro                              |
| 1996 | A Última Ameaça                                            |
| 1995 | Two Death                                                  |
| 1995 | O Poder do Amor                                            |
| 1995 | Nove Meses                                                 |
| 1995 | Muito Além de Rangum                                       |
| 1995 | Maré Vermelha                                              |
| 1994 | Zona Mortal                                                |
| 1994 | O Rei Leão                                                 |
| 1994 | Um Novo Homem                                              |
| 1994 | Disposto a Tudo                                            |
| 1993 | A Casa dos Espíritos                                       |
| 1993 | Jamaica Abaixo de Zero                                     |
| 1993 | Amor à Queima Roupa                                        |
| 1993 | Calendar Girl                                              |
| 1993 | Younger and Younger                                        |
| 1993 | A Assassina                                                |
| 1992 | A Revolta dos Brinquedos                                   |
| 1992 | Spies Inc.                                                 |
| 1992 | Uma Equipe Muito Especial                                  |
| 1992 | O Poder de um Jovem                                        |
| 1992 | Radio Flyer                                                |
| 1991 | K2 - A Montanha da Morte (versão europeia)                 |
| 1991 | Where Sleeping Dogs Lie                                    |
| 1991 | Uma Segunda Chance                                         |
| 1991 | Backdraft - Cortina de Fogo                                |
| 1991 | Thelma & Louise                                            |
| 1990 | Green Card - Passaporte para o Amor                        |
| 1990 | Morando com o Perigo                                       |
| 1990 | Dias de Trovão                                             |
| 1990 | Vidas Que o Destino Marcou                                 |
| 1990 | Alta Tensão                                                |
| 1990 | Noites de Crime e Paixão                                   |
| 1989 | Conduzindo Miss Daisy                                      |
| 1989 | Chuva Negra                                                |
| 1989 | Diamond Skulls                                             |
| 1989 | Twister                                                    |
| 1988 | Rain Man                                                   |
| 1988 | A Casa dos Sonhos                                          |
| 1988 | O Segredo de um Homem                                      |
| 1988 | Nightmare at Noon                                          |
| 1988 | The Fruit Machine                                          |
| 1988 | Um Mundo à Parte                                           |
| 1988 | Taffin - O Defensor Implacável                             |
| 1988 | The Nature of the Beast                                    |
| 1987 | Comeback (Filme para TV)                                   |
| 1987 | Terminal Exposure                                          |
| 1986 | The Zero Boys                                              |
| 1986 | Separate Vacations                                         |
| 1985 | Wild Horses (Filme para TV)                                |
| 1985 | Malícia Atômica / Einstein & Marilyn: O Encontro do Século |
| 1984 | Histoire d'O: Chapitre 2                                   |
| 1984 | O Sucesso É a Melhor Vingança                              |

## Prêmios e Indicações
Hans Zimmer possuí 2 Oscars: em 1995 foi premiado com o Oscar de Melhor Trilha Sonora pelo filme The Lion King, que transporta o ouvinte para o mundo africano. Em 2022 ganhou o Oscar de Trilha Sonora pelo filme Duna. Zimmer foi indicado ao Oscar pelas trilhas sonoras de Rain Man, The Preacher's Wife, As Good as It Gets, The Prince of Egypt, The Thin Red Line, Gladiator, Sherlock Holmes, Inception e Interstellar. Na disputa pelo Globo de Ouro foi indicado 13 vezes e ganhou o prêmio 2 vezes por The Lion King e Gladiator.
Em dezembro de 2010, ganhou uma estrela na Calçada da Fama, em Los Angeles, Califórnia. No momento da entrega, ele dedicou o evento ao seu agente e amigo de longo prazo, Ronni Chasen, que havia morrido no mês anterior a tiros durante um assalto.

### Oscar
| Ano  | Trabalho Indicado   | Resultado |
| ---- | ------------------- | --------- |
| 2022 | Dune                | Venceu    |
| 2018 | Dunkirk             | Indicado  |
| 2014 | Interstellar        | Indicado  |
| 2011 | Inception           | Indicado  |
| 2010 | Sherlock Holmes     | Indicado  |
| 2001 | Gladiator           | Indicado  |
| 1999 | The Thin Red Line   | Indicado  |
| 1999 | The Prince of Egypt | Indicado  |
| 1998 | As Good as It Gets  | Indicado  |
| 1997 | The Preacher's Wife | Indicado  |
| 1995 | The Lion King       | Venceu    |
| 1989 | Rain Man            | Indicado  |

### Globo de Ouro
| Ano  | Trabalho Indicado                | Resultado |
| ---- | -------------------------------- | --------- |
| 2025 | Dune: Part Two                   | Pendente  |
| 2022 | Dune                             | Venceu    |
| 2018 | Dunkirk                          | Indicado  |
| 2017 | Hidden Figures                   | Indicado  |
| 2015 | Interstellar                     | Indicado  |
| 2014 | 12 Years a Slave                 | Indicado  |
| 2011 | Inception                        | Indicado  |
| 2009 | Frost/Nixon                      | Indicado  |
| 2007 | The Da Vinci Code                | Indicado  |
| 2005 | Spanglish                        | Indicado  |
| 2004 | The Last Samurai                 | Indicado  |
| 2003 | Spirit: Stallion of the Cimarron | Indicado  |
| 2002 | Pearl Harbor                     | Indicado  |
| 2001 | Gladiator                        | Venceu    |
| 1999 | The Prince of Egypt              | Indicado  |
| 1995 | The Lion King                    | Venceu    |

## Estilo
O estilo de Zimmer é caracterizado pelo uso predominante de sons metálicos, combinados com coro de vozes marcantes. A mistura de sintetizadores com fundo orquestrado e melodias simplistas, como as presentes nas trilhas de Pearl Harbor, Piratas do Caribe e Gladiador, são constantes em muitos de seus trabalhos.
Alguns compositores de estilo similar: Nick Glennie-Smith, Harry Gregson-Williams e ocasionalmente James Horner.